# 中川運河
| ミッドランドスクエアから見下ろす中川運河と名古屋港（2015年（平成27年）11月）  |  | 長良橋上より上流側を望む（2021年（令和3年）10月）  |
| ミッドランドスクエアから見下ろす中川運河と名古屋港 （2015年（平成27年）11月） |  | 長良橋上より上流側を望む （2021年（令和3年）10月） |

中川運河（なかがわうんが）は、愛知県名古屋市港区の名古屋港から、中川区の旧国鉄笹島貨物駅（1986年（昭和61年）11月1日廃止）の間を結ぶために掘られた運河。昭和時代初頭から昭和30年代頃まで、名古屋地域における中心的な水上輸送路として活用された。
2017年（平成29年）10月8日から、中川運河において名古屋の都心と「みなとエリア」とを結ぶ水上交通「クルーズ名古屋」の定期運航が開始された。名古屋市は運河とその岸辺の環境改善と再開発も進めている。

## 概要
中川運河付近にはかつて中川（笈瀬川）と呼ばれる川が流れており、悪水の排出がなされていた。名古屋城築城の際には石垣に使う石の輸送を行ったともいわれる。
大正時代になると名古屋港が国際貿易港となるためには鉄道で運ばれた貨物を港まで運ぶための運河が必要であると考えられるようになり、既存の水上輸送路である堀川による輸送にも輸送キャパシティの問題が生じていたことから、名古屋市都市計画事業の一環として中川運河の建設を決定した。1926年（大正15年）に起工され、1930年（昭和5年）に竣工する。名古屋港にある3メートル弱の潮の干満差による水位変化の影響を避けるため、中川口閘門を作った。並行して流れる堀川は中川運河より水位が高いが、東支線に松重閘門を設けて連結した（1932年（昭和7年）供用開始、1968年（昭和43年）閉鎖、1976年（昭和51年）廃止）。また、荒子川を運河化してそれと接続する計画も立てられた（1955年（昭和30年）事業着手、1979年（昭和54年）計画廃止）。
しかし中川運河には水源といえるものが存在しておらず、1926年（大正15年）にし尿を下水管に流して堀川などへ放流するようになっていたため、堀川と接続する中川運河も同様に水質が悪化。これを改善すべく1937年（昭和12年）3月に名古屋港（中川口）から取水した海水を松重ポンプ所から導水する浄化実験が行われて急速に水質が改善した記録が残り、現在も1日あたり7万立方メートルの導水が行われている。
1950年（昭和25年）の第5回国民体育大会では漕艇競技が行われるなどしたものの、高度経済成長に伴う沿線の人口増加などもあって昭和40年代には再び水質が悪化、ヘドロが大量に蓄積したドブ川となってしまった。その後は下水道の整備や排水規制、ヘドロの除去を行った結果、少しではあるが水質は改善されている。
1982年（昭和57年）の映画『泥の河』は中川運河でロケが行われた。
- 全長：8.4キロメートル（1930年当時は7.1キロメートル）
- 幅：36メートルから91メートル（随所で異なる）
- 水深：1.2メートルから3.6メートル（随所で異なる）

「中川運河水辺再生への挑戦（魅力ある水辺空間の創出）」で平成26年度国土交通省手づくり郷土賞受賞。2020年（令和2年）に土木学会選奨土木遺産に選ばれる。

## 環境の悪化と改善への取り組み
名古屋市では、以前から中川運河の水質改善などに取り組んでいるが、毎年、数千から数十万匹の死魚の発生が確認されている。2006年（平成18年）の名古屋市環境局の調査では、夏期に上層水温が上昇することで比重や塩分濃度の違いが大きくなり、上・下層の攪拌が少なくなるのに加えて、プランクトンの死骸を分解する細菌の活動が活発化して下部の溶存酸素量が減少することなどが原因と考えられている。なお、2021年（令和3年）の死魚発生数は減少傾向にある。
2004年（平成16年）から改築工事によって運転を停止していた露橋水処理センターが2017年（平成29年）には再稼働したものの、根本的な水質改善には至っていない。

## 橋梁
堀止のある愛知県名古屋市中川区運河町から河口の名古屋港までの8.4キロメートル間に14本の橋が架かる。また堀川への運河には3つの橋と、JR東海の東海道新幹線・東海道本線・中央本線と名鉄の名古屋本線の高架橋が架かっている。

### 中川運河に架かる橋
| いろは橋（2005年（平成17年）7月）  |  | 中川橋（2005年（平成17年）7月）  |
| いろは橋 （2005年（平成17年）7月） |  | 中川橋 （2005年（平成17年）7月） |

堀止から河口方向に記載する。
- 運河橋（うんがばし） - 名古屋市道愛知名駅南線（大須通）
- 猿子橋（えんこばし） - 名古屋市道御器所愛知線
- 小栗橋（おぐりばし） - 名古屋市道露橋町線支線第2号
- 長良橋（ながらばし） - 愛知県道115号津島七宝名古屋線（佐屋街道）
- 八熊橋（やぐまばし） - 名古屋市道二女子東西第11号線
- 篠原橋（しのはらばし） - 愛知県道29号弥富名古屋線（八熊通）
- 野立橋（のだてばし） - 名古屋市道篠原東西第15号線
- 中野橋（なかのばし） - 名古屋市道清船清川線
- 蜆橋（しじみばし） - 名古屋市道外新町太平通線
- 昭和橋（しょうわばし） - 国道1号
- 東海橋（とうかいばし） - 名古屋市道東海橋線（東海通）
- いろは橋（いろはばし） - 名古屋市道中川本町第１号線
- 名四国道高架橋 - 国道23号（名四国道）
- 中川橋（なかがわばし） - 名古屋市道金城埠頭線（金城ふ頭線）

### 東支線（堀川への運河）に架かる橋
- 柳原橋 - 名古屋市柳原橋

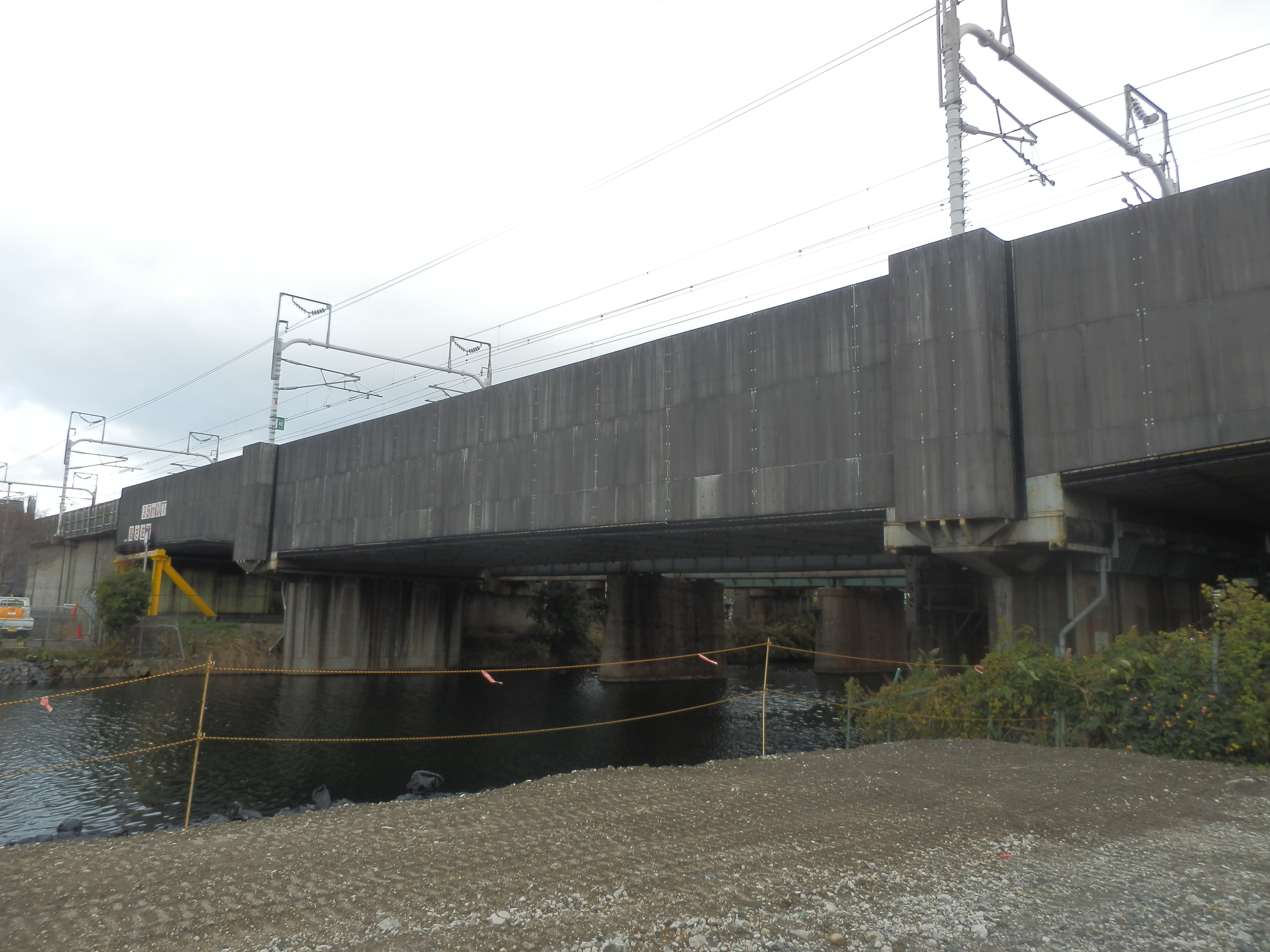
東海道新幹線の中川運河橋梁
（2021年（令和3年）12月）

- 東海道新幹線・JR東海道線・JR中央線・名鉄名古屋本線の高架橋
- 西日置橋 - 名古屋市道山王線（名駅通）
- 南北橋 - 愛知県道107号中川中村線・名古屋市道江川線（江川線）

## 町名
東支線から港北運河までの運河沿いの町名は、運河の西側が「●船町」、運河の東側が「●川町」とされた。
- （他） - 広川町[15]
- 富船町[16] - 富川町[17]
- 清船町[18] - 清川町[18]
- 福船町[19] - 福川町[15]
- 玉船町[20] - 玉川町[20]
- 新船町[21] - 新川町[21]
- 金船町[22] - 金川町[22]